# Oreagrion lorentzi
Oreagrion lorentzi är en trollsländeart som beskrevs av Friedrich Ris 1913. Oreagrion lorentzi ingår i släktet Oreagrion och familjen dammflicksländor. Inga underarter finns listade i Catalogue of Life.